# 虎尾鐵橋

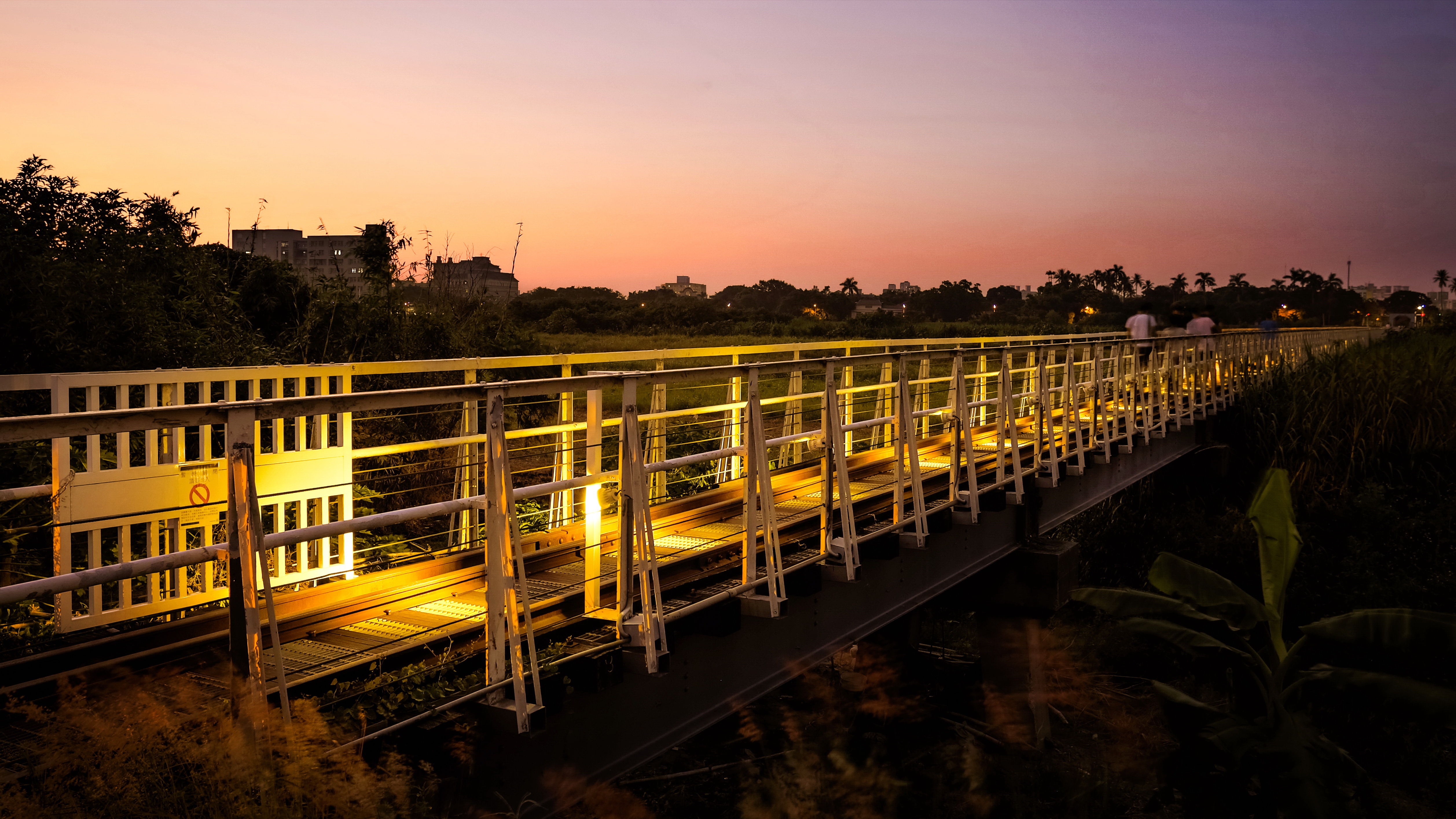
傍晚的虎尾鐵橋（後半段，1960年增建）

虎尾糖廠鐵橋，又被稱作虎尾鐵橋，舊名番薯庄板仔橋，是一座鋼桁架橋、鈑梁橋及工字梁橋混合型式的橋梁，於台灣日治時期興建並於國民政府時代延建，位於台灣雲林縣虎尾鎮，為雲林縣縣定古蹟。目前屬於台灣糖業公司，作為糖業鐵路。

## 簡介

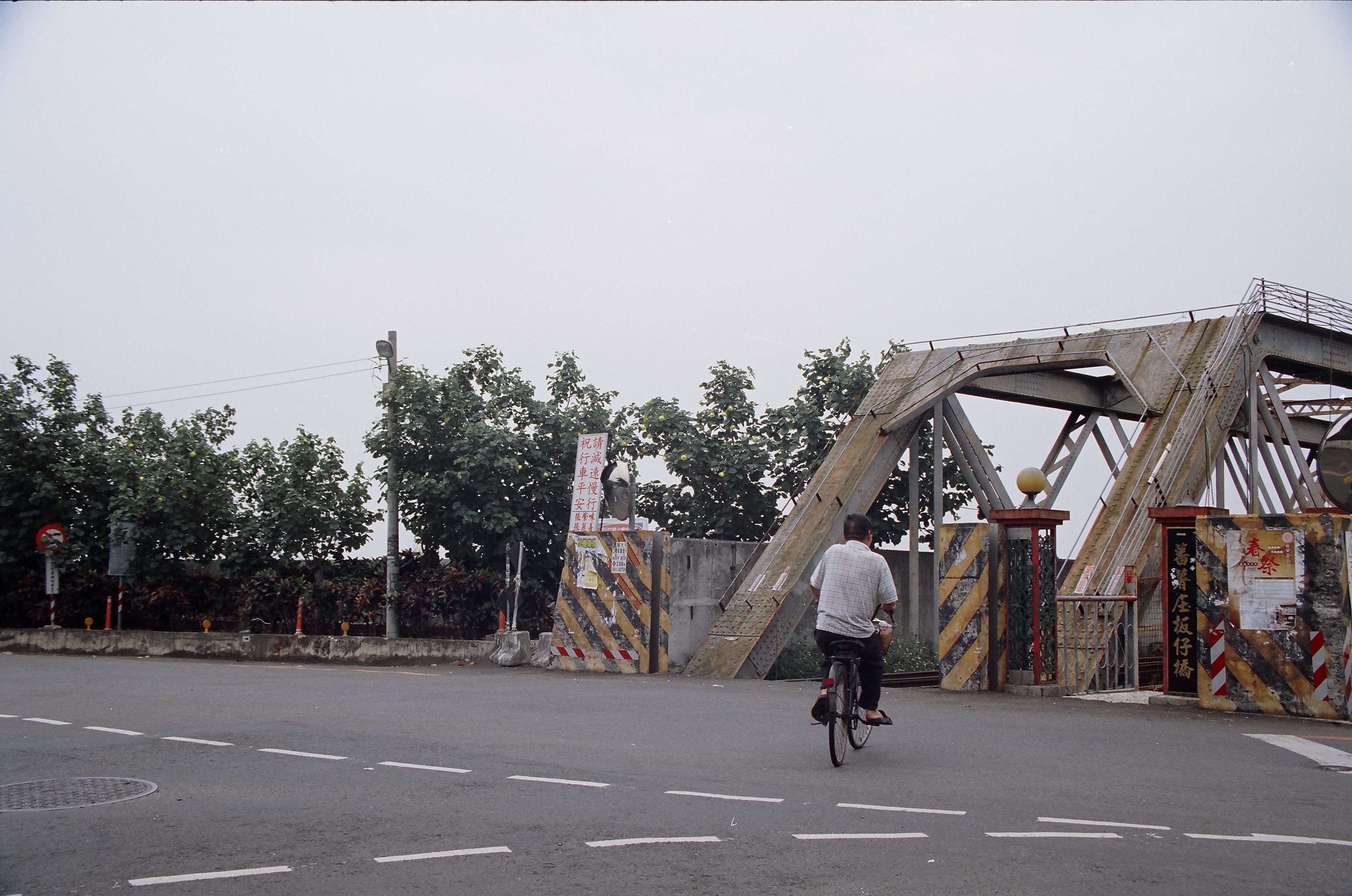
虎尾鐵橋

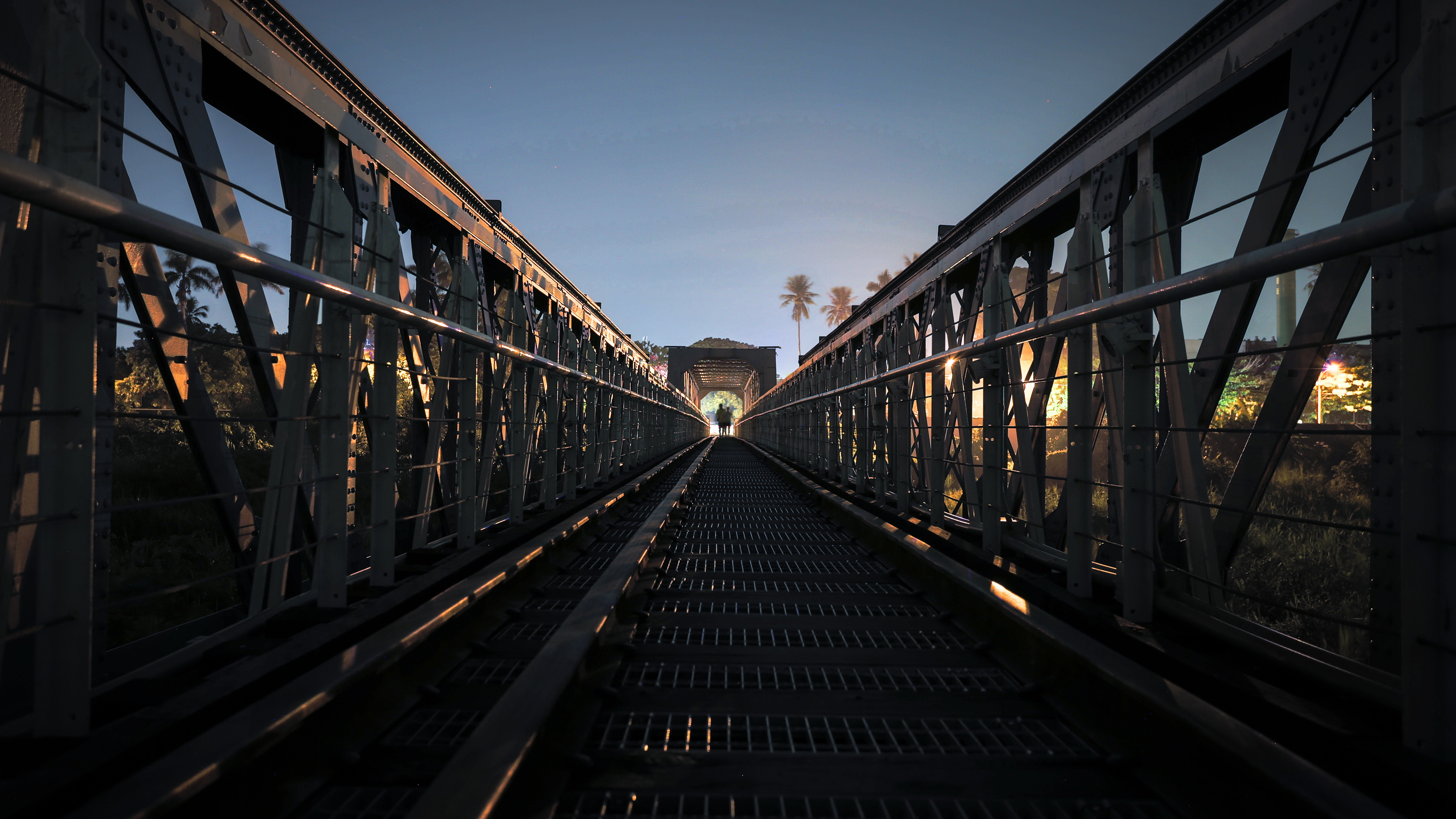
虎尾鐵橋。此橋的第1至第3橋孔桁梁，為清代基隆新竹段鐵路舊橋遺物。

虎尾鐵橋原是一座木造橋樑，係日本時期為了方便火車運輸甘蔗至虎尾糖廠，由大日本製糖株式會社出資，並且於1907年興建:2。除運輸甘蔗外，也曾經同時辦理客運業務。1931年於原木造橋下游側改建新橋:圖1-1-1，由3孔鋼構桁梁及7孔鈑梁連結而成，長約300.6公尺。國民政府時代1960年將虎尾鐵橋延長至437公尺:3、31。

## 結構造型

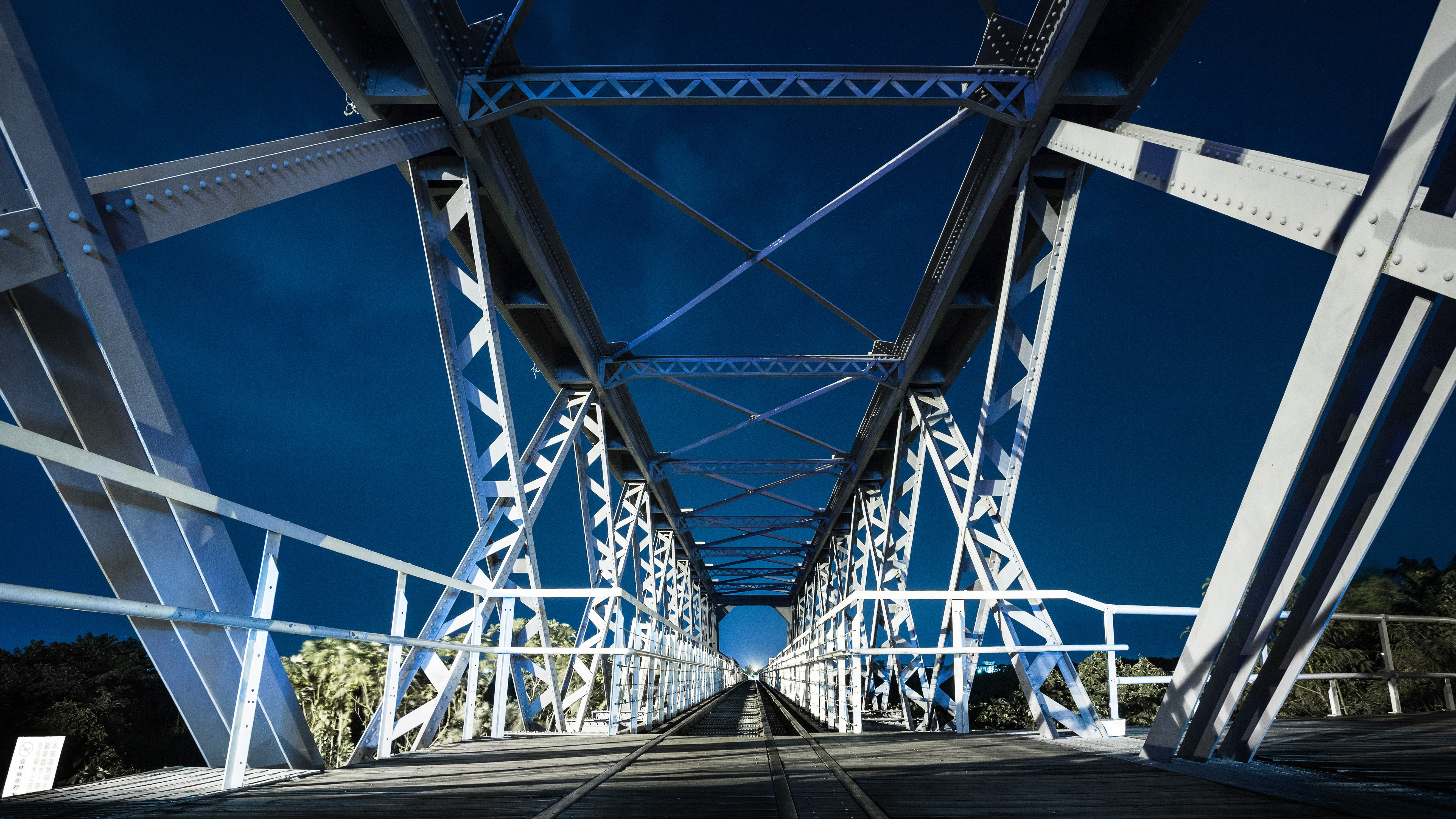
虎尾鐵橋最北端鋼桁梁（原清代鐵路新竹地區新社溪橋的200呎鋼梁）

虎尾鐵橋總共有21座橋墩，22處橋孔，各段橋身的桁架梁、I型鈑梁造型都不一樣，呈現出鋼構橋樑的營建技術，以及當時鐵橋混合拼接的建築風格。本橋結構由鋼筋混凝土高腳鏤空橋墩、鋼製橋梁，鐵道設施以及板仔橋四大部份構成，橋梁上部依照結構造型，可以區分為空間桁架鋼梁（第1橋孔—雙華倫式桁架）、平面桁架鋼梁（第2、第3橋孔—小馬式桁架、普拉特桁架）、I型鋼鈑梁（第4～第10橋孔）與工字梁（第11～第22橋孔）等四大類型，依從河川地形變化不同之跨度需求而架設，形成不對稱的階梯形構造。橋桁或鈑梁的製造者已知有英國Westwood Baillie & Co.（第2橋孔），與日本大阪「汽車製造株式會社」（第7橋孔，1913年製造）等廠商:142:31～35。

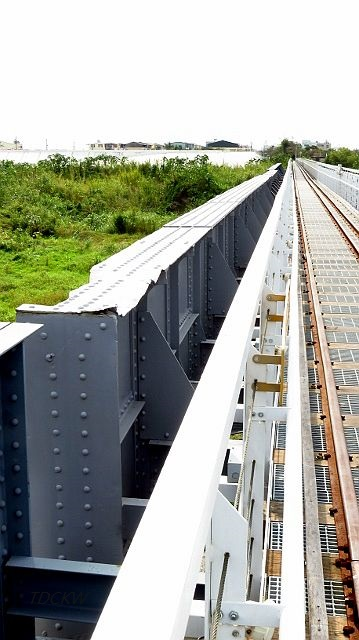
虎尾鐵橋中段第4～第10橋孔屬下承式Ｉ型鋼鈑梁橋

鐵道設施部分則包含鐵軌、枕木以及固定用鐵件。

## 歷史沿革

### 日本時代
大日本製糖株式會社於1906年（明治39年）創立虎尾糖廠，並於1908年完成第一工場，為運輸甘蔗原料進廠製糖，規劃興建舖設有軌距762公釐鐵道之鐵路橋梁跨越虎尾溪，橋梁型式推測為木造:2。
虎尾糖廠設立後，當地街市逐漸發展繁榮，人口增加。為了解決交通運輸的問題，製糖會社與臺灣總督府鐵道部於1910年開始共同營運他里霧（斗南）與五間厝（虎尾）之間的客運鐵路，在當時製糖工場大門北面四百公尺處設置貨物掛（貨物集散站）。為了讓西部縱貫線（鐵軌軌距1067公釐）的列車能從斗南進入虎尾，於是在原來762公釐軌距的鐵軌旁另外鋪設鐵軌，因此形成了同時鋪有三條鐵軌與兩種軌距的鐵橋:142。
1931年，製糖會社於原橋下游側重建虎尾鐵橋，新橋共計9個鋼筋混凝土橋墩、10個橋孔（前3孔為下承式桁梁、後7孔為下承式I型鋼鈑梁），長約300.6公尺，其中前3個橋孔的鋼桁梁係向鐵道部購入原清代基隆新竹段鐵路廢棄的鐵橋來架設，因此跨度及高度不一。
1942年，鐵橋曾於風災中受損，後加以修復。

### 國民政府時代
1945年，日本投降，第二次世界大戰結束。中國國民政府派員接收台灣，虎尾鐵橋交由台糖管理。
1953年虎尾鎮籍雲林縣縣議員王玄正向縣政府提案於鐵橋邊搭建人行便道。縣政府與虎尾鎮公所共同籌得資金約新台幣23萬元，隔年（1954年）在鐵橋右側搭建木板橋一座，解決了行人與火車共用鐵橋的危險，並且成為了當時虎尾溪兩岸的交通要道，以及虎尾鎮市區與蕃薯、竹圍仔等庄的交通樞紐。
1959年發生八七水災，河堤南岸潰堤，鐵橋亦遭到沖毀。有鑑於這次水災造成當地重大損失，農復會水利局與虎尾糖廠共同策劃整治方案，並決議拓寬虎尾溪溪面，並延長鐵橋，以降低溪面水位、鞏固兩岸，另外還加強護堤以避免沖蝕。隨後由糖廠出資鐵橋南岸橋段延長工程，並由糖廠之鐵道課負責施工事宜。
1960年6月，鐵橋延長工程竣工，鐵橋比原先延長了約185公尺，並因此解決了當地的水患問題。
1982年，興建興南大橋，鐵橋旁的木板便橋之功能被逐漸取代。之後長期閒置，未被良好維護。
1997年，地方藝文人士於舉辦虎尾全國文藝季時爭取修復，雲林縣政府終於承諾編列預算修復便橋。於1998年6月24日，舉行虎尾鐵橋木板橋整建工程動工儀式。1999年整修完成，並命名為蕃薯庄木板便橋。
2001年，台糖虎尾總廠決定將管理權移交予雲林縣政府，並在11月10日於虎尾鐵橋舉行交接儀式。隨後，相關單位將虎尾鐵橋兩岸規劃為「親水公園」，結合附近的虎尾糖廠與同心公園，以提供民眾一處觀光休閒的理想場所:143～145。
2012年，蘇拉颱風來襲，約有五十公尺橋面遭到大水沖毀。2015年9月9日虎尾鐵橋修復。

## 周遭景點
- 虎尾糖廠
- 雲林故事館
- 雲林布袋戲館
- 虎尾驛
- 虎尾合同廳舍
- 雲林同心公園
- 雲林中山路老街

## 外部連結
- 虎尾糖廠鐵橋 （页面存档备份，存于）- 文化部文化資產局
- 虎尾糖廠鐵橋 （页面存档备份，存于） - 臺灣大百科全書